# Shoo (chanteuse)
Yoo Soo-young (coréen : 유수영), née le 23 octobre 1981 à Yokohama), connue sous le nom de scène Shoo, de son nom japonais Shū Kunimitsu, est une chanteuse et actrice sud-coréenne, ancien membre du girl group SES.

## Biographie

### Jeunesse et études
Yoo Soo-young a grandi au Japon pendant la majorité de son enfance. Son père est décédé lors d'une implication dans un accident de la route en se rendant à l'enterrement de la mère de la chanteuse Bada en février 2011. Elle a fait ses études à Korea Kent Foreign School avec Eugene.

### Carrière musicale et cinématographique

#### 1997–2002:SES
Après avoir passé de nombreuses auditions, Yoo Soo-young s'intègre dans un groupe de musique pour le label SM Entertainment sous son nom de scène Shoo, de son nom japonais Shū Kunimitsu. Elle est le premier membre du groupe à oser changer son look moins drastique. En 1997, elle débute dans le girl group SES avec Eugene et Bada. La même année, le groupe sort leur premier album et commence sa promotion en novembre. Leurs deux premiers singles I'm your girl collaboré avec Eric Mun et Andy Lee et Oh ! My love deviennent des grands succès en Corée. En 1998, le groupe sort leur second album Sea, Eugene & Shoo avec deux singles à succès Dream come true et 너를 사랑해 (I Love You). Elles sortent après un album en japonais intitulé Meguriau Sekai mais les ventes de cet album furent décevantes. En 2002, le groupe sort leur cinquième album Choose My Life-U et sort après leur dernier album Friend. En décembre, après cet album, SM Entertainment annonce officiellement la séparation du groupe. Eugene et Bada se consacre à leur carrière solo. Shoo les suit seulement en 2006 mais ne se lance pas dans une carrière solo mais joue dans des comédies musicales.

#### Solo et cinéma
Après la dissolution du groupe SES en 2002, Shoo reste toujours du label SM Entertainment contrairement à Eugene et Bada. Elle a participé de nombreux albums SMTown de son label auxquels de nombreux artistes collaborent en 2003 et 2004. En 2005, elle a joué le rôle de Shelly dans la comédie musicale Bat Boy: The Musical.  Un an plus tard, elle décide de quitter le label label SM Entertainment et de rejoindre le même label qui avait signé avec Bada, Jiin Entertainment.
Le 8 janvier 2010, Shoo sort son premier single solo, Devote One's Love, avec le single Only You.
En mars 2014, Shoo signe avec l'agence Run Entertainment afin de poursuivre sa carrière d'actrice.

### Vie privée
Yoo Soo-young a épousé le joueur de basket sud-coréen, Im Hyo-Sung le 11 avril 2010 après deux ans de relation. Le 23 juin 2010, ils donnent naissance à leur premier fils Im Yoo. Le 2 juillet 2013, ils donnent naissance à deux jumelles, Im Rayul et Im Rahui,.

## Discographie

### Collaborations
| Année | Single | Album promu                        |
| ----- | --- | ---------------------------------- |
| 2002  | Let's Sing A Song (version japonaise) (feat. V6) One (version japonaise) (feat. V6) Let's Sing A Song (version coréenne) (feat. V6) One (version coréenne) (feat. V6) | Feel Your Breeze                   |
| 2002  | Snow in My Mind (feat. BoA, Isak N Jiyeon, M.I.L.K) I Miss You (feat. Eric Mun et Shinvi)                                                                             | 2002 Winter Vacation in SMTown.com |
| 2006  | One Day (feat. SoRi) | 2 Be One                           |
| 2006  | He Didn't Fall In Love With You (그 앤 너 에게 반 하지 않았어) (feat. Kan Mi Youn, Eugene, Yachaepa, Park Jang-geun, Sim Jae-hee et Lena)                             | Refreshing                         |
| 2008  | Exceptionally (유난히) (feat. ShowHow) | 1st Mini Album                     |

## Filmographie

### Cinéma
| Année | Titre      | Titre original | Réalisateur     | Rôle     |
| ----- | ---------- | -------------- | --------------- | -------- |
| 2008  | Santamaria | 잘못된 만남    | Jeong Yeong-bae | Yeon-hee |

### Télévision

#### Séries télévisées
| Année | Titre                                          | Titre original          | Rôle                | Chaîne       |
| ----- | ---------------------------------------------- | ----------------------- | ------------------- | ------------ |
| 2008  | SUPER ACTION: Urban Legends Deja Vu (saison 3) | 도시 괴담 데자뷰 시즌 3 | Hyun Ah (épisode 1) | Super Action |

## Clips musicaux
| Année | Titre        | Titre original | Artiste |
| ----- | ------------ | -------------- | ------- |
| 2006  | Find The Way | 파인드 더 웨이 | Bada    |
| 2006  | One word     | 한마디         | TAKE    |